# Dulce et decorum est pro patria mori
Dulce et decorum est pro patria mori — це рядок з «Оди» (III.2.13) римського ліричного поета Горація. Цей рядок перекладається як: «Солодко і почесно вмерти за Батьківщину». Латинське слово patria (батьківщина) буквально означає країну своїх батьків (лат. patres) або предків і є джерелом французького слова для країни — patrie та англійського слова «патриот» (той, хто любить свою країну).
Рядок Горація був процитований у назві вірша Вілфреда Оуена «Dulce et Decorum est», опублікованого в 1921 році, який описує жахливий досвід солдатів під час Першої світової війни. Вірш Оуена, який називає рядок Горація «старою брехнею», фактично завершив пряме некритичне використання цього вислову.

## Контекст
Вірш, з якого походить цей рядок, закликає римських громадян розвивати військову доблесть, щоб вороги Риму, зокрема парфяни, були занадто налякані, щоб протистояти римлянам. У перекладі Джона Конінгтона відповідний уривок звучить так:
Angustam amice pauperiem pati

robustus acri militia puer

condiscat et Parthos ferocis

vexet eques metuendus hasta

vitamque sub divo et trepidis agat

in rebus. Illum ex moenibus hosticis

matrona bellantis tyranni

prospiciens et adulta virgo

suspiret, eheu, ne rudis agminum

sponsus lacessat regius asperum

tactu leonem, quem cruenta

per medias rapit ira caedes.

Dulce et decorum est pro patria mori:

mors et fugacem persequitur virum

nec parcit inbellis iuventae

poplitibus timidove tergo.
Гумористичний розвиток оригінального рядка використовувався як тост у 19 столітті: «Dulce et decorum est pro patria mori, sed dulcius pro patria vivere, et dulcissimum pro patria bibere. Ergo, bibamus pro salute patriae.» Розумний переклад англійською мовою був би таким: «Солодко і почесно померти за батьківщину, але ще солодше жити за батьківщину, і найсолодше — пити за батьківщину. Отже, вип'ємо за здоров'я батьківщини.»

## Використання як девіз
Dulce et decorum est pro patria mori використовується як девіз у таких організаціях:
- Військова академія Португалії (Academia Militar)
- 103-й ескадрон наземної розвідки Королівської армії Нідерландів
- 10/27-й Королівський південноавстралійський полк Королівського австралійського піхотного корпусу прийняв девіз Pro Patria, похідний від цього вислову, що означає «За Батьківщину».

Коротший варіант фрази Pro Patria («За Батьківщину») може бути пов'язаний або не пов'язаний з цитатою Горація:
- Pro Patria є девізом клану Гіггінс або О'Гіггін.
- Це девіз Армії Шрі-Ланки, а також він написаний на комірі Королівського канадського полку.
- Pro Patria є назвою району в Каракасі, Венесуела.